# たまむすび

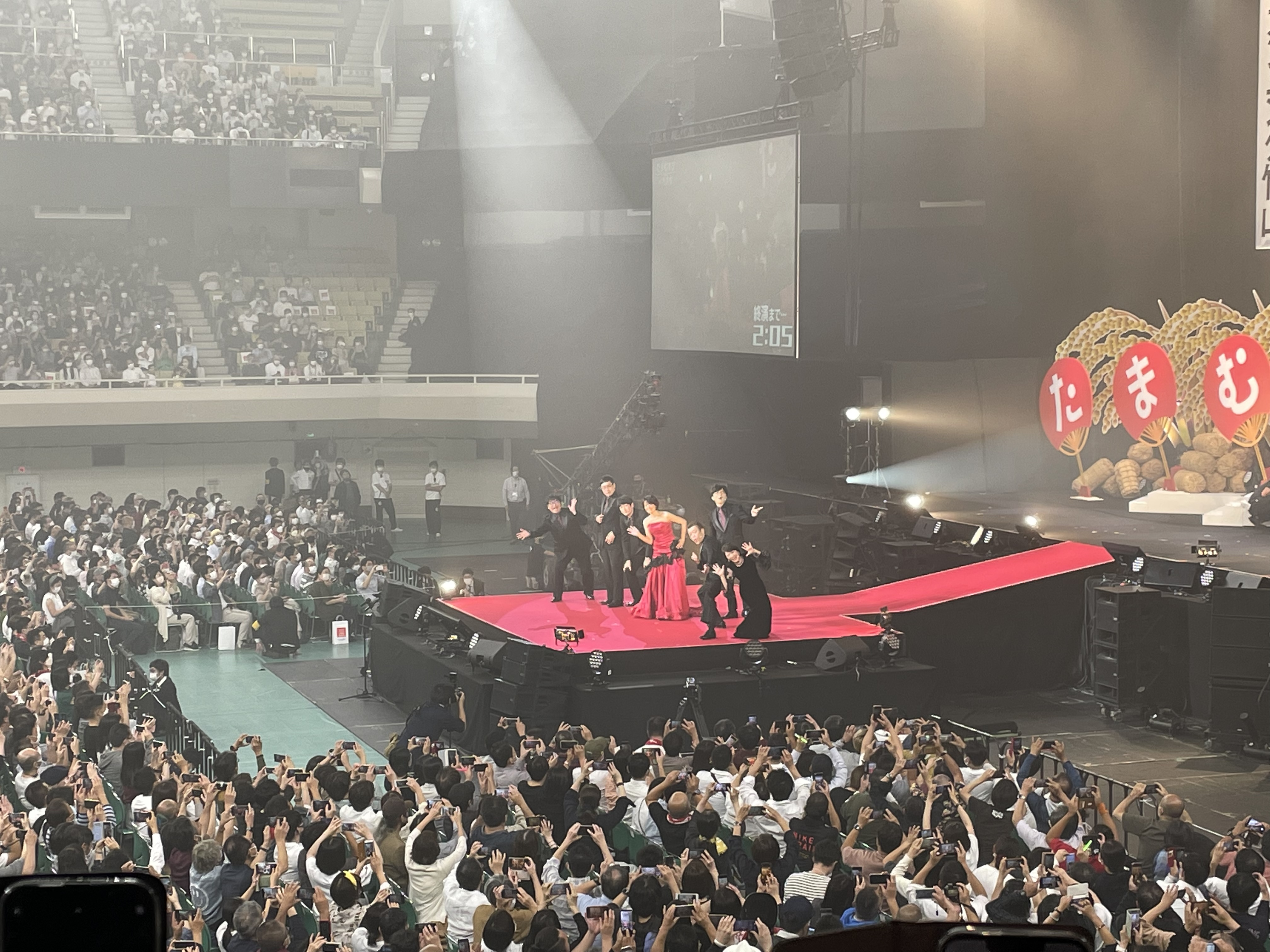
たまむすび出演者（中央舞台左からカンニング竹山、山里亮太、博多大吉、赤江珠緒、玉袋筋太郎、土屋礼央、外山惠理）

『たまむすび』は、TBSラジオで2012年4月2日から2023年3月31日まで毎週月曜日 - 金曜日の13:00 - 15:30（JST）に生放送されていたバラエティワイド番組。
正式な番組名は、月曜日から木曜日は『赤江珠緒 たまむすび』、小林悠担当期の金曜日は『小林悠 たまむすび』、小林降板後の金曜日はパーソナリティの冠なしの『金曜たまむすび』。ただし赤江の産休期間中は月 - 金とも『たまむすび』。

## 概要
番組タイトルは月曜日から木曜日のパーソナリティを務める赤江珠緒の「珠（たま）」から。赤江が出演しない金曜日は、本名が赤江祐一である玉（たま）袋筋太郎が出演する。
赤江が番組開始当初の午前中に担当していたテレビ朝日『情報満載ライブショー モーニングバード!』と異なる、ミスを連発したり恥ずかしいことを平気で言ったりするキャラクターにより、次第に人気が高まった。これにより、2013年6月の聴取率調査で同時間に放送されている文化放送の『大竹まこと ゴールデンラジオ!』と同率1位となり、2013年8月の聴取率調査で初の単独首位となった。以降2014年4月の聴取率調査まで連続して単独首位であった。2015年10月に再度単独首位となり、以降は赤江の産休期間を除いて単独首位であった。
2013年11月にTBSラジオの社長賞を受賞した。
2014年に第51回ギャラクシー賞のラジオ部門で、2013年4月18日に放送された「赤江珠緒 たまむすび」の『部活掛け声テレフォン』が優秀賞を受賞した。
2016年2月4日に放送1,000回、2018年1月5日に放送1,500回、2019年12月10日に放送2,000回、2021年11月15日に放送2,500回を迎えた。
2023年3月31日をもって最終回となった（詳細後述）。

## 出演
特記のない人物は、出演当時TBSアナウンサー。

### パーソナリティ
- 月曜日 - 木曜日 - 赤江珠緒（フリーアナウンサー）（2012年4月2日 - 2017年3月30日、2018年4月2日 - 2023年3月30日）[13]
- 金曜日 - 外山惠理（2017年4月6日 - 2023年3月31日）[14][15][注 1]
  - 赤江の産休時に木曜日担当としてレギュラー入りし、赤江の復帰後は金曜日に異動しているが、それ以前にも赤江が番組を休んだ時の代役を務めた経験がある。赤江が産休から復帰した後は、赤江が番組を休んだ時は基本的に外山が代役というパターンになり、2018年と2019年に赤江が夏休みで番組を休んだ際は、外山が月曜日から木曜日の代役を務めた。

#### 過去のパーソナリティ
- 小林悠（金曜日、2012年4月6日 - 2016年2月19日[17]）
- 吉田明世（月曜日、2017年4月3日 - 2018年3月26日）[18]
- 海保知里（フリーアナウンサー）（火曜日、2017年4月4日 - 2018年3月27日）[19]
- 笹川友里（水曜日、2017年4月5日 - 2018年3月28日）[20]
- 安東弘樹（金曜日、2016年4月1日 - 2018年3月30日[21]）[22][23]

#### 代理パーソナリティ
春風亭一之輔、阿部哲子、安東弘樹、ジェーン・スー以外は担当当時TBSアナウンサー。
赤江の代理
- 出水麻衣（2012年9月24日、2015年8月3日、2020年5月4日[24]、18日[25]）
- 田中みな実（2012年9月25日）
- 加藤シルビア（2012年9月26日、2016年9月22日）
- 江藤愛（2012年9月27日、2013年10月29日、2014年12月30日[注 3]）
- 山内あゆ（2013年10月28日）
- 吉田明世（2013年10月30日、2014年10月6日、2016年9月19日）
- 外山惠理（2013年10月31日、2014年10月9日、2018年10月1日 - 4日、2019年9月11日[26]、2019年10月14日 - 16日、2020年4月13日 - 16日、20日 - 23日、27日 - 30日、5月5日[27]、7日[28]、11日 - 14日、19日[29]、21日[30]、25日 - 26日、28日、6月1日 - 4日、2021年6月8日[31]、2022年3月2日 - 3日[注 4]、8月1日）
- 古谷有美（2014年10月7日）
- 林みなほ（2014年10月8日、2014年12月31日[注 3]、2015年8月4日、2016年9月20日）
- 小林悠（2014年12月29日[注 3]）
- 皆川玲奈（2015年8月5日、2016年9月21日、2021年9月16日、2022年8月2日）
- 堀井美香（2015年8月6日、2016年12月30日[32]、2020年5月6日[33]、20日[34]）
- ジェーン・スー（2019年9月11日[26]）
- 長峰由紀（2020年5月27日[35]）
- 篠原梨菜（2021年9月13日）
- 宇賀神メグ（2021年9月14日）
- 山本恵里伽（2021年9月15日）
- 近藤夏子（2022年8月3日、9月21日[注 5]）

小林の代理
- 堀井美香（2012年10月12日、2013年9月6日、2014年9月5日、2015年9月11日[注 6]、2016年2月26日 - 3月25日[36]）
- 春風亭一之輔（2015年6月26日[注 7]）
- 阿部哲子（2015年9月25日[注 8]）

安東の代理
- 赤江珠緒（2017年2月17日[注 9]）- 珠緒と玉袋の「たまたまコンビ」として出演[37]。

吉田の代理
- 古谷有美（2017年9月4日[38]、2017年12月4日）

笹川の代理
- 皆川玲奈（2017年9月6日[39]）

外山の代理
- 安東弘樹（2019年1月4日[40]）

### パートナー
- 月曜日 - カンニング竹山（2013年4月1日 - 2023年3月27日）
- 火曜日 - 山里亮太（南海キャンディーズ）（2012年4月3日 - 2023年3月28日）
- 水曜日 - 博多大吉（博多華丸・大吉）（2012年4月4日 - 2023年3月29日）
- 木曜日 - 土屋礼央（RAG FAIR）（2019年8月8日 - 2023年3月30日）[41][注 10]
- 金曜日 - 玉袋筋太郎（浅草キッド）（2012年4月6日 - 2023年3月31日）

#### 過去のパートナー
- ビビる大木（月曜日：2012年4月2日 - 2013年3月25日、後述の木曜日代打：2019年5月2日）※『小島慶子 キラ☆キラ』より継続
- ピエール瀧（電気グルーヴ）[注 11]（木曜日、2012年4月5日 - 2019年3月7日）※『小島慶子 キラ☆キラ』より継続

#### 代理パートナー
- 小林悠（2012年12月31日：大木の代理・2013年2月28日、2014年2月13日の一部、2014年10月30日：瀧の代理・2014年1月6日、2015年1月5日、2016年1月4日：竹山の代理）- 赤江と小林の2人で「たまはるコンビ」として出演。
- 田村亮（ロンドンブーツ1号2号）[注 12]（2016年7月28日：瀧の代理）
- 井上貴博、蓮見孝之、うしろシティ（2017年1月10日：山里の代理[注 13]）
- 玉袋筋太郎（2017年8月10日：瀧の代理[43]）
- 駒田健吾（2018年1月4日：瀧の代理）
- ジェーン・スー、外山惠理（2018年12月18日、2019年1月22日：山里の代理[注 14]）
- 木梨憲武（とんねるず）、川田裕美（2019年1月7日：竹山の代理[注 15]）
- ひぐち君（髭男爵）（2019年8月5日：竹山の代理）
- 飯塚悟志（東京03）（2019年8月14日：大吉の代理）
- ブラザートム（2019年8月29日[45]、2020年8月6日[46]：土屋の代理）
- ブルボン小林（2020年1月6日[47]、2022年2月16日：大吉の代理[注 16]、2023年1月9日[48]：竹山の代理）
- とにかく明るい安村（2021年7月29日：土屋の代理）
- 博多華丸（博多華丸・大吉）（2022年3月9日、4月13日：大吉の代理）
- 土屋礼央（2022年8月2日：山里の代理、2023年1月23日:竹山の代理）
- 広瀬巌（カナダ・マギル大学教授）（2022年8月22日:竹山の代理）
- 向清太朗（天津）（2022年9月21日:大吉の代理[注 5]）

### 木曜日の週替わりパートナー
ピエール瀧が緊急降板した2019年3月14日から、木曜日の新パートナー登場前の同年8月1日までの約4カ月間。
- カンニング竹山（2019年3月14日）
- 山里亮太（2019年3月28日）
- 外山惠理（2019年4月4日、8月1日）
- 博多大吉（2019年4月11日）
- 玉袋筋太郎（2019年4月18日）
- 楠淳生（元朝日放送アナウンサー）（2019年4月25日、6月13日）[49][50]
- ビビる大木（2019年5月2日）[51][52]
- 飯塚悟志（2019年5月9日）[53]
- 土屋礼央（2019年5月16日）[54]
- 佐藤二朗（2019年5月23日）[55]
- 飯尾和樹（ずん）（2019年5月30日）[56]
- ブルボン小林（2019年6月6日）[57]
- ブラザートム（2019年6月20日）[58]
- 田中卓志（アンガールズ）（2019年6月27日）[59]
- ジェーン・スー（2019年7月4日）[60]
- 宮藤官九郎（2019年7月11日）[61]
- 春風亭一之輔（2019年7月18日）[62]
- 山田五郎（2019年7月25日）[63]

### ニュースデスク
- 月曜日 - 土井敏之（2022年1月 - ）[注 17]
- 火曜日 - 豊田綾乃（2017年10月 - ）[注 18]
- 水曜日 - 中村尚登[注 19]
- 木曜日 - 長峰由紀（2019年4月 - ）[注 20]
- 金曜日 - 柴田秀一（2018年4月 - ）[注 21]

#### 過去のニュースデスク
- 今村稔（金曜日、2013年4月5日 - 2014年2月）

→ 2013年3月までは（当番組が放送されない）土曜日担当で、内山研二との担当曜日交換に伴い当番組への出演を開始したが、2014年2月より休演。
- 内山研二（金曜日、2012年4月 - 2013年3月および2014年2月 - 2016年9月）（水曜日、2016年10月 - 2017年6月）

→ TBSテレビへの転籍に伴い降板。
- 近藤美矩（水曜日、2012年4月 - 2016年9月）（金曜日、2016年10月 - 2018年3月）
- 品田亮太（隔週火曜日、2017年10月 - 2018年3月）
- 林みなほ（隔週火曜日、2018年4月 - 2019年6月）

→ TBSテレビの人事異動に伴い、アナウンサー職から離れたため降板。
- 水野真裕美（隔週木曜日、2020年6月）[注 23]
- 小川知子（火曜日、2020年6月 - 2021年6月、2020年7月以降は隔週担当）

→ TBSテレビの人事異動に伴い、アナウンサー職から離れたため降板。
- 伊藤隆太（月曜日 2017年10月 - 2021年12月、2019年3月までは隔週担当。2017年6月 - 2018年3月は隔週水曜日も担当）
- 斎藤哲也（隔週火曜日 2021年7月 - 2022年6月）

→ TBSテレビの人事異動に伴い、アナウンサー職から離れたため降板。

### 出演者の変遷
（太字は新たな出演者・変更点）
| 期間                    |                | 月曜日         | 火曜日   | 水曜日   | 木曜日             | 金曜日     |
| ----------------------- | -------------- | -------------- | -------- | -------- | ------------------ | ---------- |
| 2012.04.02 - 2013.03.29 | パーソナリティ | 赤江珠緒       | 赤江珠緒 | 赤江珠緒 | 赤江珠緒           | 小林悠     |
| 2012.04.02 - 2013.03.29 | パートナー     | ビビる大木     | 山里亮太 | 博多大吉 | ピエール瀧         | 玉袋筋太郎 |
|                         |                |                |          |          |                    |            |
| 2013.04.01 - 2016.02.19 | パーソナリティ | 赤江珠緒       | 赤江珠緒 | 赤江珠緒 | 赤江珠緒           | 小林悠     |
| 2013.04.01 - 2016.02.19 | パートナー     | カンニング竹山 | 山里亮太 | 博多大吉 | ピエール瀧         | 玉袋筋太郎 |
|                         |                |                |          |          |                    |            |
| 2016.02.22 - 2016.03.25 | パーソナリティ | 赤江珠緒       | 赤江珠緒 | 赤江珠緒 | 赤江珠緒           | 堀井美香   |
| 2016.02.22 - 2016.03.25 | パートナー     | カンニング竹山 | 山里亮太 | 博多大吉 | ピエール瀧         | 玉袋筋太郎 |
|                         |                |                |          |          |                    |            |
| 2016.03.28 - 2017.03.31 | パーソナリティ | 赤江珠緒       | 赤江珠緒 | 赤江珠緒 | 赤江珠緒           | 安東弘樹   |
| 2016.03.28 - 2017.03.31 | パートナー     | カンニング竹山 | 山里亮太 | 博多大吉 | ピエール瀧         | 玉袋筋太郎 |
|                         |                |                |          |          |                    |            |
| 2017.04.03 - 2018.03.30 | パーソナリティ | 吉田明世       | 海保知里 | 笹川友里 | 外山惠理           | 安東弘樹   |
| 2017.04.03 - 2018.03.30 | パートナー     | カンニング竹山 | 山里亮太 | 博多大吉 | ピエール瀧         | 玉袋筋太郎 |
|                         |                |                |          |          |                    |            |
| 2018.04.02 - 2019.03.12 | パーソナリティ | 赤江珠緒       | 赤江珠緒 | 赤江珠緒 | 赤江珠緒           | 外山惠理   |
| 2018.04.02 - 2019.03.12 | パートナー     | カンニング竹山 | 山里亮太 | 博多大吉 | ピエール瀧         | 玉袋筋太郎 |
|                         |                |                |          |          |                    |            |
| 2019.03.13 - 2019.08.07 | パーソナリティ | 赤江珠緒       | 赤江珠緒 | 赤江珠緒 | 赤江珠緒           | 外山惠理   |
| 2019.03.13 - 2019.08.07 | パートナー     | カンニング竹山 | 山里亮太 | 博多大吉 | （週替わり出演者） | 玉袋筋太郎 |
|                         |                |                |          |          |                    |            |
| 2019.08.08 - 番組終了   | パーソナリティ | 赤江珠緒       | 赤江珠緒 | 赤江珠緒 | 赤江珠緒           | 外山惠理   |
| 2019.08.08 - 番組終了   | パートナー     | カンニング竹山 | 山里亮太 | 博多大吉 | 土屋礼央           | 玉袋筋太郎 |

## パーソナリティの交代
番組開始時の金曜日は小林悠がパーソナリティで『小林悠 たまむすび』（こばやしはるか たまむすび）として放送。小林は休暇や取材に伴う欠席をはさみながら2016年2月19日放送分まで出演を続けた。2017年2月26日放送分で体調不良を理由に番組を欠席（代役は堀井美香）。3月4日放送分で自身の「健康上の理由」という名目でのTBS退社と同時に番組も降板することが発表され、前週に続いて代役を務めていた堀井からメッセージが読み上げられた。この一件以後、金曜日は冠番組でなくなっている。
2017年2月16日放送回の冒頭で、月 - 木曜日パーソナリティの赤江が第1子の妊娠と、3月30日の1,300回目の放送で出演を休止することを発表した。出産後も仕事を続ける予定だが番組への復帰は未定としていた。後任は曜日ごとに日替わりでTBSアナウンサーが務め（火曜日のみ元職）、3月16日・20日 - 23日放送分の「ニュースたまむすB」でそれぞれの曜日の担当パーソナリティが発表された。
その1年後、2018年2月5日放送回の冒頭で、4月2日放送回より赤江が当番組に復帰することと、金曜日以外の番組名も『赤江珠緒 たまむすび』に戻ることが発表された。また2月8日の放送で、春に退社してフリーアナウンサーに転身する安東弘樹に代わって、外山惠理が木曜日から金曜日パーソナリティに異動することが発表された。
2020年4月3日に赤江が喉の不調のため自宅から出演。そして2020年4月12日にテレビ朝日内で新型コロナウイルス感染者が発生し、同局社員の夫が高熱と味覚異常を訴え、13日にPCR検査結果待ちであると発表した。このため赤江は同日から出演を見合わせたが、16日の放送において夫が陽性だったことを発表、また18日には赤江も陽性であることを番組ホームページで公表した。6月1日の放送で赤江の復帰が発表され、6月8日から復帰した。4月13日から6月4日までは、原則として外山が赤江の代役として、「赤江珠緒たまむすび」として放送している月曜から木曜日も担当した。

## スタッフ
プロデューサー
- 中野堅介（四代目[82]）

ディレクター
- 松重暢洋（月曜日担当[83]）
- 筒井彩夏（火曜日担当）
- 吉田周平（水曜日担当）
- 宗岡芳樹（木曜日担当）
- 近藤夏紀（金曜日担当）
- 御舩陽平

構成作家
- 佐藤研
- 小林のん
- 片野（洛田二十日）

### 過去のスタッフ
プロデューサー
- 池田卓生（初代）
- 橋本吉史（二代目）
- 阿部千聡（三代目[84]）

ディレクター
- 津波古啓介
- 市川莉紗（元木曜日担当[注 25]）
- 野上知弘
- 赤木舞子

## テーマ曲
- Chocolat & Akito 「扉」（2012年9月5日、Rallye Label、RYECD-142）

当初は題名がないインストのみの楽曲であった。番組が開始してから約5カ月後に、歌詞とボーカルがついたアルバムの先行シングルとしてリリースされた。Chocolat & Akitoの2人は、テーマ曲の他に本番組のサウンドステッカーも作曲している。その中で流れる「たまむすび」の声は2人の声である。

## タイムテーブル
●印のコーナーは「TBS RADIO podcasting954」でのポッドキャスト配信（2016年7月以降は「TBSラジオクラウド」に移行、2022年10月からは他プラットフォームでも配信）を実施している。

### 番組終了時のコーナー
☆印は『小島慶子 キラ☆キラ』から継続していたコーナー（変更があっての実質的な後継を含む）。
本編前
前番組『ジェーン・スー 生活は踊る』（月曜 - 木曜）、『金曜ボイスログ』（金曜）のエンディング部でジェーン・スー（月曜 - 木曜）、臼井ミトン（金曜）とクロストーク。
13時台
- 13:00 - オープニングトーク ●
- 13:15 - メニュー紹介（土岐麻子「Your Voice」[注 29]イントロ部をBGMに使用）
- 13:16 - メッセージテーマ紹介[注 30]
- 13:22 - TBSニュース・交通情報<シモジマ提供>（2020年9月 - 2022年9月、2023年3月 ）[注 31][注 32]
- 13:27 - ラジオショッピング
  - 月 - 木曜日 はぴねすくらぶラジオショッピング（2022年10月3日 - ）

福岡の本社からショッピングキャスターと電話を繋いで商品を紹介する。
  - 金曜日 あなたの暮らしをライトアップするラジオショッピング（2022年4月1日 - ）

TBS系列のライトアップショッピングクラブが展開するラジオショッピング。
2022年2月18日から3月25日までの間の金曜日は、『金曜ボイスログ』内にジャパネットたかたのコーナーがあるため、この時間はラジオショッピングを行わずメッセージ紹介に充てられていた。
- 13:33 - 天気予報（この時間は赤江・外山が読み上げ。2020年9月まではニュース・交通情報に続けてだったが、10月からラジオショッピング後に移動。ただし、日によってラジオショッピング前になることもある。ラジオショッピングがなかった期間の金曜日は交通情報直後）・メッセージ紹介
- 13:37 - ニュース たまむすB（2015年9月30日 - [注 33]）<ニップン提供>

世の中のB級ニュースを紹介するコーナー。内容紹介は「ビックリな」「ブリリアントな」「美人キャスターが」など、毎回さまざまな「B」で始まる単語で表現される。赤江・外山がキャスターで、曜日パートナーがコメンテーター。オープニングナレーションはALAN Jが担当。
- 13:42 - JRN全国ネット番組（放送時間は局により異なる）
  - 月曜日 - 木曜日：朗読のミカタ（2022年9月26日 - 2023年3月30日）

世の中のありとあらゆる文章を「読み、声のプロ」であるTBSアナウンサー（週替わり、最終週のみフリーアナウンサーである赤江が担当）が朗読することにより、その文章の「ミカタ（見方）」が変わるかもしれない新感覚「朗読エンターテイメント番組」。放送開始から2022年12月30日までは月曜〜金曜日に放送していたが、2023年1月2日からは「強くてやさしい金曜日」の放送開始に伴い月曜〜木曜日に縮小、3月は最終週である29日を除いて月曜〜火曜、木曜の週3回の放送となった（後述）。
  - 金曜日：  三井ダイレクト損保 presents 強くてやさしい金曜日（2023年1月6日 - ）●

スポンサーである三井ダイレクト損害保険のブランドコンセプト「強くてやさしい」にちなんだゲストを迎え、その言動と根幹について土屋礼央が引き出していく。当番組の終了後も後継番組内で2024年9月まで放送。
- 13:53 - 交通情報（警視庁から）
- 13:57 - メッセージ紹介[注 34]

14時台
- 14:00[注 35]
  - 月曜日 - 竹山、ガム買ってきて! → 竹山、ガムテープ買ってきて!（2014年3月31日 - ） ●<STORES提供（2021年6月 - 8月、2022年4月 - 9月）、gym master提供（2022年3月 - ）>

略称は「竹ガム」。リスナーからの疑問や指令などの依頼に、竹山・赤江・スタッフが答える。採用された投稿には番組特製のガムテープが贈られる。
コーナーが始まってから2016年10月17日までは「竹山、ガム買ってきて!」というコーナー名で放送されており、採用された投稿には、ガムの形で指をはさんでいたずらするおもちゃに赤江と竹山のサインを入れたものが贈られていたが、常連投稿者にガムばかりが大量に贈られることになったため[87]、ノベルティを替えるためにコーナー名が変えられた[88][89]。
コーナーのテーマ曲はリスナーから募集したもので、平日のバージョンと祝日のバージョンの2種類の曲が使われている[90][91]。
不定期でゲストが登場する場合がある。
2020年7月6日の放送で「中西圭三の『A.C.E.』を2音下げると松井秀喜が歌うように聞こえる」という投稿を受け[92]、8月10日の放送から「竹ガムA.C.E.[注 36]」として不定期コーナー化。音程を変更すると、別人が歌うように聞こえる楽曲を募集する[93]。
当コーナーは後継番組「こねくと」にて、月曜パートナーの菅良太郎（パンサー）による「菅、コーヒー買ってきて!」（略称・菅コーヒー）へ引き継がれた。
  - 火曜日 - おばあちゃんのつぶやき → 家政婦は聴いた! → リメンバーミー おばあちゃんのつぶやき → おばあちゃんのやさしいつぶやき（2012年10月2日 - ）

赤江・山里をはじめとする出演者の当番組における言動やミスに対する「ツッコミ」[注 37]をリスナーから募集し、コーナー内で該当の言動・ミスの音声を放送。おばあちゃん役の下川江那がコメントする。下川のパートは事前収録。同パートのテーマ曲はサラ・ブライトマン歌唱版『Stand Alone』（ドラマ『坂の上の雲』主題歌[注 38]）。
「おばあちゃんの用語解説」「たまむすび 今週の訂正事項」「たまむすび 今週の生産ライン」[注 39]「連続ラジオ小説」（『あまちゃん』をもじった「たまちゃん」「やまちゃん」や、『ごちそうさん』の頭4文字を別の言葉に置き換えたネタなど）「たまちゃんとカタカナ」「風紀委員」[注 40]（『サザエさん』をもじった）「アカエさん」など、一部のネタはシリーズ化されている。
「おばあちゃんのつぶやき」は赤江の産休に伴い終了となったが、2017年4月4日放送分より「家政婦は聴いた!」とタイトルを変更。下川も家政婦役で続投し、代理パーソナリティなどの言動を取り上げるコーナーとして事実上続行となった[94]。
赤江の復帰に伴い、2018年4月3日からは「リメンバーミー おばあちゃんのつぶやき」のタイトルになり、1年前と同内容のコーナーに戻った。このコーナー名になってからはBGMが『リメンバー・ミー』の挿入曲「リメンバー・ミー（ララバイ・バージョン）」に変わり、『Stand Alone』は下川のパートの終わりにブリッジとして流すのみになった。
2021年4月6日から、「赤江のミスがなくなりコーナーが終わること」の見込みがなくなったとして、赤江のミスがあり続けることをやさしく受け入れるという意味の「おばあちゃんのやさしいつぶやき」にタイトルを変更。BGMが「やさしさに包まれたなら」になった。
2020年4月14日、2021年6月8日、2022年1月4日は企画を変更し、臨時コーナー「日本全国 ガビョウの旅」（日本テレビ『1億人の大質問!笑ってコラえて!』の「ダーツの旅」の要領で日本地図に画鋲を投げ、当たった県[注 41]に関する話題で、その県のリスナーに電話をつなぎトークをする）を放送した[注 42][95]。
2021年9月14日、9月21日の後半、9月28日、10月12日は企画を変更し、臨時コーナー「曲名当て脱出ゲーム」を行った（コーナー名は変わることもある）。有名な曲のタイトルが、絵を使ったダジャレで描かれていて、出演者がそれを当てる。問題の封筒はスタジオ内の『久米宏 ラジオなんですけど』の棚に入っている。
2021年8月以降、何の説明もなく極端に放送休止が多くなっていたが、2021年10月26日の放送において、新型コロナウイルスの影響などによるスタッフの体制縮小など諸般の事情で毎週制作することが不可能になったとして[注 43]、月1回程度の放送になることが発表された。2023年3月21日の放送では「おばあちゃんのやさしいつぶやき ファイナル」として過去11年間で取り上げたやらかしを振り返る企画を放送。終盤には下川が隣のスタジオ越しながら生登場するというサプライズもあった[96]。
  - 火曜日 - たまむすBGs（たまむすビージーズ）（2021年10月26日 - ）

「おばあちゃんのやさしいつぶやき」の放送回数削減に伴い始まったコーナー。前回のコーナー以降の期間で、もう一歩のところで読まれなかったメールを、SDGsの精神でリサイクルすると称して紹介する。
当番組では、各曜日でメールが読まれると送られてくるステッカーを全曜日分集めると特別な番組グッズと交換できる（番組ノベルティ参照）が、このコーナーで読まれると、トランプのジョーカーのように、どの曜日のものとしても使用できるステッカー[注 44]が贈られる。
  - 水曜日 - 大吉ポスト〜一旦預かります（2019年5月1日 - ）●

赤江と大吉が2019年4月19日発売の『フライデー』で不倫であるかのような報道をされたことに対し大吉が「無念です」と言ったことから始まったコーナー。リスナーからの、無念に思うこと、もやもやすることのメールまたは手紙を読んでトークした上で、「お焚き上げ」と称して、燃やす音声とともに昇華させる[注 45]。その場で解決できない場合は「保留」とし、リスナーからの意見を募集する。
  - 木曜日 - レオレオの そんな人、本当にいるんですか!?（2021年4月1日 - ）●

あまりいなさそうな条件の人を、毎回テーマを決めて募集し、電話で話を聞く。
  - 金曜日 - たまむすびTOKYOもん（2018年4月6日 - ）●<浅田飴提供>

ともに東京都区内出身の外山と玉袋が、東京にまつわる物や場所、出来事について毎週テーマを決めて掘り下げる。リスナーからの情報を募集し、専門家に聞いた話やTBSラジオキャスターなどによる中継が入る。
2021年6月25日までは15:00から放送。
- 14:22 - TBSニュース・交通情報[注 46]<はとバス提供>
- 14:30 - たまてばこ（企画のない日はメッセージ紹介）
  - 14:00からの曜日企画をニュース・交通情報を挟んでこの枠で延長することがある。
  - 月曜日 - 桃屋のかんたんレシピ（2021年1月4日 - ）

桃屋提供のコーナー。桃屋の社員やTBSラジオ出演者が、桃屋の商品を使ったレシピを紹介する。本番組終了後は「パンサー向井の＃ふらっと」月曜10時台に移動した。
  - 木曜日 - たまむすび あしたの健康カフェ（2020年10月1日 - ）

東和薬品提供のコーナー。身近な健康にまつわる話、未病への取り組みについて、赤江が紹介したり専門家を呼んだりして取り上げる。
- 14:37 - メッセージ紹介[注 47]
- 14:45（企画のない日はメッセージ紹介）
  - 水曜日 - イージーリスニングのコーナー → 師匠からのリクエスト → イージーリスニングのコーナー

2013年8月14日の「ピークを探せ!」でイージーリスニングを取り上げて[97]から、勝手にイージーリスニングのリクエストをする投稿が大量に届くようになり、自然発生的にコーナー化したものである。当初は14:35頃のメッセージ紹介枠で放送されていたが、「ほっと一息 かごしま茶」終了後はその後継コーナーとして定着した。2014年4月30日の「ピークを探せ!」で「DJプレイのピーク」を取り上げた直後に、赤江が口から出まかせで「イエス、ティマムスビ、イージー、イエス」と言ったことから、以後、このコーナーがない日はオープニングで「今日はノーティマムスビです」と言うなど「ティマムスビ」や「赤江ティマ緒」がコーナーを指すフレーズとして定着している。「たまむすび健康問答」放送開始後はコーナーの存在について言及されなくなったが、2015年12月16日・12月23日に単発の企画として放送された。「健康問答」の終了に伴い、2016年3月30日から毎週の放送が復活したが、赤江の産休により2017年3月29日を最後に休止した。
2017年7月12日の放送に西川きよしが乱入[98]し、勝手に『荒野の七人』のテーマ曲のリクエストをした[注 48]ことから、ラジオネームを、きよしのような吉本興業の大物芸人など、大吉に権力を振るえる人物の名前にすれば映画音楽のリクエストをできるコーナー「師匠からのリクエスト」として復活した[注 49]が、同形式での放送は2018年3月28日で終了。
赤江の復帰に伴い、2018年4月11日からイージーリスニングのコーナーが復活した。なお、後述のライオン提供のコーナーのため月1回休止になるほか、水曜日のこの時間帯は単発の企業宣伝が入ることが多く、番組では「不定期コーナー」と称するようになった。
このコーナーにおけるイージーリスニングの定義は「歌詞のない曲」であり、歌詞さえなければハードロックなどもリクエストしてよい。
  - 水曜日 - たまむすび ライオン 愛の喝（月1回水曜日 2022年1月26日 - ）

ライオン提供のコーナー。日常生活での家族に関する不満などのメールを募集する。2021年までの「暮らしの知恵袋」と異なり、ライオンの社員が出演して解決策を提示することはない。このコーナーが放送される日は「イージーリスニングのコーナー」が休止となる。
2022年4月から、「MVK（Most Valiable 喝）」に選ばれたメールにライオン製品詰め合わせが贈られるとともに、このコーナーがある日は、コーナー以外を含めた番組全体に寄せられたメッセージを対象にライオン製品が当たるようになった。
  - 不定期 - たまむすび キーパーソン

年に数回のペースで放送される。企業とのタイアップコーナーで、赤江がその会社の社長にインタビューする。赤江の産休時は企業の担当者が宣伝に来るコーナーとして継続。他のコーナーの都合で14:30や15:20から放送される場合もある。
- 14:52 - 交通情報（JARTIC首都高速センターから[注 50]）<オーレック（2022年4月 - 、水曜）、司法書士法人中央事務所（時期不明、金曜）提供>・天気予報（この時間だけ気象予報士がスタジオに入る[注 51]）<フランスベッド（2021年12月 - 2022年2月、2022年4月 - 、金曜 ）提供>
- 14:57 - メッセージ紹介

15時台
- 15:00 - ゲストコーナー
  - 月 - 木曜日 - おもしろい大人[注 52]（コラムコーナー） ●☆
    - 月曜日 - 週替わり（コーナー名「週刊ニッポンの空気」。2013年9月までは水曜日に放送）

番組開始から2022年4月4日まで小田嶋隆が出演[注 53]。小田嶋の死去に伴い、番組終了まではコーナー名を維持したまま週替わりの出演者となった。
2012年6月26日までの月曜日は雑誌編集長が、同年7月3日から8月27日まではロンドンオリンピック開催に合わせてスポーツ関係者（コーナー名「スポーツな大人」）が出演していた。
    - 火曜日 - 町山智浩（コーナー名「アメリカ流れ者」[注 54]。前々番組『ストリーム』より継続。基本的にカリフォルニア州バークレーの自宅から電話出演。数カ月に一度は帰国し不定期でスタジオ出演する。次番組『こねくと』にも引き続き出演）
    - 水曜日 - 週替わり（2013年10月2日 - ）[注 55]
      - 第1週 - ブルボン小林（コーナー名「マンガ、ときどき本」[100]）

2020年3月までの水曜（第1週）は少年隊の錦織一清の担当でコーナー名「月刊ニッキ」。錦織は2013年9月までは毎月第1木曜日に出演）[注 56]
      - 第2週 - 伊沢拓司[注 57]（コーナー名「そんなことよりモンダイです!」）

2019年3月までの水曜（第2週）は、米粒写経の居島一平の担当でコーナー名「あなたの代わりに読んできます ブックレビュー芸人・居島一頁」。
2016年3月までの水曜（第2週）は、ジェーン・スーの担当でコーナー名「スー刊現代」。
      - 第3週 - アートテラー・とに〜（コーナー名「展覧会のエーッ!」。次番組『こねくと』にも引き続き出演）

2021年9月までの水曜（第3週）は岩下尚史の担当でコーナー名は「歳時記コラム 岩下尚史風流DO!」[注 58][注 59]
2015年3月までの水曜（第3週）は、吉田豪の担当でコーナー名「吉田豪の月イチ豪外」。
      - 第4週 - 春風亭一之輔（コーナー名「一之輔の、マクラだけ話します」）

2015年3月までの水曜（第4週）は、武井壮の担当でコーナー名「武井壮のけもの道」。武井は、2012年9月3日から2013年9月23日までは毎週月曜日に出演[注 60]。
      - 第5週 - 博多華丸（コーナー名「はなまるスーパーマーケット」）

    - 木曜日 - 単発のゲスト

  - 金曜日 - プロモーションさん、いらっしゃ〜い!（2020年4月3日 - ）●

店の経営者やタレントなど、素人・プロを問わずプロモーションしたい人が出演し、外山・玉袋の前で宣伝する。
2021年6月25日までは14:00から放送。
- 15:26 - エンディング[注 61]

「おもしろい大人」の出演者が町山智浩（スタジオにいる場合）、博多華丸のときのみ、エンディングまで引き続き出演する。

### 過去のコーナー
- 14:00 - 深読みソングブック（水曜日 2012年4月4日 - 2012年6月28日）

過去のヒット曲の歌詞を、赤江が独自に妄想して解釈する。
- 14:00 - ラジオ・バックナンバークイズ（火曜日 2012年4月3日 - 2012年9月18日）

過去のTBSラジオの音声を基にしたクイズを赤江に出題。
- 14:00 - 自分レター（月曜日 2012年4月2日 - 2013年1月28日） ●

リスナーが自分宛ての手紙を書く。2012年5月7日以降は、前半に「自分レター」、後半に「自分ネター」（後述）の構成になった。
- 14:00 - 自分ネター（月曜日 2012年5月7日 - 2013年1月28日） ●☆

大木が身の回りで起こったことなどをトークするコーナー。実質、『キラ☆キラ』のコーナー「ペラ☆ペラ」の後継。
- 14:00 - 桐畑トールのPR昼カラOK（金曜日 2012年4月6日 - 2013年3月29日）

桐畑トール（ほたるゲンジ）の進行による中継コーナー。企業や団体が桐畑とセガカラを利用したカラオケを行い、結果によって制限時間の中で宣伝ができた。
- 14:30 - ドコモむすんで中継局（水曜日 2012年4月4日 - 2013年9月25日） ☆

TBS954情報キャスターがNTTドコモの販売店である「ドコモショップ」から中継で出演し、NTTドコモの注目商品などの情報を紹介する。
- 14:30 - たまむすび 本日はキノコ日和（木曜日 2012年4月5日 - 2013年9月26日）<ホクト提供> ☆

浜内千波が考案したキノコを用いたレシピと、リスナーからのキノコにまつわるエピソードを紹介するコーナー。
- 13:37 - ニュース たまひろい（月-金曜日 2012年4月2日 - 2013年9月27日）

その日の新聞の朝刊やニュースサイトの中から出演者が気になったニュースを紹介するコーナー。当初は赤江・小林と曜日パートナーの両方がニュースを紹介していたが、のちにパートナーのみになった。
- 13:37 - ビビる大木 たまひろい（月曜日 2013年2月4日 - 2013年3月25日） ●☆

「自分ネター」の後継コーナーで、大木が身の回りで起こったことなどをトークする。「ニュース たまひろい」の枠で放送。
- 14:30 - 明治アーモンドチョコ presents たまむすび あ〜もーん…どーしよ〜!!（水曜日 2013年10月2日 - 10月30日）

リスナーから日常生活で感じた「どうしよう」と感じることを募集し、大吉が答える。
- 14:45 - たまむすび ほっと一息 かごしま茶（水曜日） ☆

居島一平が鹿児島茶を宣伝する。『キラ☆キラ』でも2010年度・2011年度のそれぞれ上半期に放送されており、本番組では2012年と2013年の4月から12月に放送された。宇内梨沙（元TBSアナウンサー）が入社前、このコーナーに出演していたことがある。
- 14:30 - 教えて、肝臓のはなし（金曜日 2013年7月26日 - 2013年12月27日）

肝臓の専門医をゲストに迎え、肝臓にまつわる知識や情報を紹介する。
- 14:00 - 3万円山分け! クイズ赤の他人! → 3万円山分け! クイズ赤の他人7! → 3万円山分け! クイズ赤の他人4!（月曜日 2013年2月4日 - 2014年3月24日） ●

リスナー3人（うち1人は「飛び入り枠」として当日放送中に申し込み可能）が電話で順にクイズに答え、10問連続正解すると3万円を山分けできる。誰かが間違えた時点で終了。参加したリスナーに赤江と竹山（大木）のサインが贈られた。タイトルは赤江の姓とかけている。2013年4月1日からはコーナーのタイトルが変わり、問題数が7問になるとともに、「たまチャンス」（リスナーの代わりに赤江が答える）、「カンニングチャンス」（リスナーの代わりに竹山が答える）、「他人チャンス」（自分の代わりに他の2人のリスナーのどちらかが答える）の3種類の「ライフライン」を1回ずつ使えるようになった。また最終問題は答えが3つ以上あり、3人が1つずつ答えるようになった。以前は誰が解答するか話し合いで決めた。2014年に入ってから「3万円山分け」が出なかったため、2014年2月3日からは問題数が4問に減り、コーナーのタイトルも変わった。
- 14:30 - アメリカンホーム・ダイレクト これからのマイライフストーリー（金曜日 2014年1月10日 - 2014年6月27日）

「葬儀相談員」の市川愛が葬儀についての疑問・質問に答えるフロート番組。本番組以前は『プレシャスサンデー』内で放送されていた。
- 14:45 - ハナマルキ 塩こうじ パパッと簡単クッキング（月曜日 2013年9月30日 - 2014年9月29日）

ハナマルキの調味料「塩こうじ」を用いたレシピを浜内千波が紹介する。
- 14:30 - たまむすび 協会けんぽ 健康サポート（月曜日 2012年4月2日 - 2015年3月23日） ●☆

協会けんぽの事業者や加入者に向けて、健康づくりに役立つ情報を紹介する。テーマとゲスト（協会けんぽ関係者や医師など）は月ごとに変わる。コーナー単独のウェブサイトがあり、ポッドキャストもそこで配信。
- 14:45 - JTB旅物語 presents 旅に行きたくなりました○○（年号と季節が入る）

過去、2014年春、2014年夏、2015年春に集中放送されている。JTBの社員が、おすすめのパック旅行のプランをプレゼンする。
- 14:00 - ピークを探せ!（水曜日 2012年7月4日 - 2015年4月29日） ●

いろいろなテーマの「ピーク」だった時代について調査し、大吉が解説する。関係するゲストが電話などで出演することも多かった。番組改編期に各局の新ドラマを紹介していた「○月期ドラマのピーク」のシリーズのみ「帰ってきたピークを探せ!」として継続。
- 14:30 - 教えて!宮城ナビ（月曜日 2015年6月29日 - 2015年7月20日）

宮城県とタイアップしたコーナーで、宮城の魅力を伝える。『ストリーム』で放送されていた「いいトコ!みやぎ」の流れを汲むものである。宮城出身の佐藤渚（当時TBSアナウンサー）がスタジオ出演した。
- 14:30 - 竹ガム・ダイエットクラブ 今週の体重発表（月曜日 2015年5月11日 - 2015年8月10日、2015年9月7日）

「竹山、ガム買ってきて!」で、リスナーが本名を明かした上でダイエットに取り組む企画が行われ（番組側がダイエット法を指導することはなく、参加者が自主的に行う）、その結果を毎週発表した。
- 13:37 - アフタヌーンバード!（月-木曜日）、昼ズバッ! → 7スタ（金曜日）（2013年9月30日 - 2015年9月29日）

ニュース番組では取り上げられないようなニュースを赤江・小林が紹介する。 タイトルに関しては、「アフタヌーンバード!」は赤江が出演していた『モーニングバード!』、「昼ズバッ!」は小林が2014年3月まで出演していたTBSテレビ『（みのもんたの）朝ズバッ!』、「7スタ」は小林が『朝ズバッ!』終了後より出演していた『Nスタ』のパロディである。「アフタヌーンバード!」のテーマ曲は、『モーニングバード!』の2015年3月まで使用のテーマ曲「Morning Bird」を手掛けたジェイク・シマブクロが本家に似せて制作したもの、「7スタ」のテーマ曲は、『Nスタ』の曲に小林のコーラスを吹き込んだものを使用している。
赤江不在時は、タイトルが代理パーソナリティの担当番組（テレビ・ラジオ問わず）にちなんだものに変更された。2014年・2015年の小林不在時は「7スタ」のまま。
2015年9月25日に『モーニングバード!』が終了したため、「アフタヌーンバード!」は同月29日限りで終了。最終回はシマブクロと、彼と親交のある中村尚登がゲスト出演した。「7スタ」は小林が夏休みだった同月25日限りで終了した。
- 14:45 - パナソニックJコンセプト presents 東京モノがたり（月-金曜日 2014年11月3日 - 11月7日、2015年10月26日 - 10月30日）

パナソニック提供で集中放送されるコーナー。パナソニックの日本の伝統と心遣いを美意識にした商品「Jコンセプト」に関連して日本の伝統の技を遠藤泰子が紹介する。後日、このコーナーだけの特別番組が放送された（2015年は11月22日）。
2016年は11月7日から11月11日まで「パナソニックJコンセプトウィーク 東京の食を愛でる1週間」のタイトルで放送された（11日のみ15:20から放送）。
- 14:35 - みなとアセット presents えがおファミリー相談室（月曜日 2015年9月28日 - 12月28日）

みなとアセットマネジメント提供のコーナー。相続についての相談を募集し、専門家が役に立つ情報を発信する。
- 14:35 - 小噺はるか スナックママへの道（金曜日 2012年4月6日 - 2016年2月19日） ●

スナックで話の種になりそうな出来事や体験を、ママ役の小林が客役の玉袋相手にトークを展開する。タイトルは小林の氏名とかけており、「小噺」らしくオチをつけて終わらせるのが特徴。小林不在時は放送されなかった。2013年7月19日までは「たまてばこ」の枠で放送されていたが、翌週より放送時間が繰り下がった。
- 14:30 - あねたま!（火曜日 2012年4月3日 - 2016年3月22日） ☆

ヒガシマル醤油の粉末つゆの素「うどんスープ」を用いたレシピを石黒彩が紹介する。
- 14:30 - たまむすび健康問答（水曜日 2015年10月14日 - 2016年3月23日）

湘南美容外科クリニックの総括院長が、健康に関するリスナーの質問に答える（テーマによっては別の医師が出演）。
- 14:35 - たまむすび 玉ちゃんの健康ロッキー（金曜日 2016年3月25日 - 2016年6月24日）

玉袋が健康診断を受け、その結果に基づき医師の大竹真一郎のアドバイスを受ける。またリスナーから健康についての質問も募集する。
- 14:35 - たまむすび 玉ちゃんの音楽ロッキー（金曜日 2016年7月1日 - 2016年9月23日）

スナックを愛する玉袋が、毎回ムード歌謡を1曲取り上げて語る。
- 15:00 - 伊集院光の週末TSUTAYAに行ってこれ借りよう!（金曜日 2012年4月6日 - 2016年9月23日） ●[注 68]

ゲストが薦める映画（TSUTAYAでレンタル可能なものに限る）を伊集院光に紹介し、映画を見た後で再び同じゲストが出演して感想を語り合う。
2012年9月までのアシスタントは竹内香苗、2014年3月までは小林悠、2014年10月までは山内あゆ、2016年4月までは阿部哲子、最終回までは安田美香と吉井歌奈子がアシスタントを務めた。
- 14:45 - カラオケ!心の穴埋め兄さん（水曜日 2016年12月7日 - 12月21日）

カラオケボイスドリンクのタイアップコーナー。大吉が尾崎豊の曲の歌詞の穴埋め問題を出し、赤江が答える。このコーナーが放送される日は「イージーリスニングのコーナー」が休止となる。
- 14:00 - 帰ってきたピークを探せ!○月期ドラマのピーク（水曜日 2015年7月22日 - 2017年1月25日、テレビ番組改編期のみ） ●

「たまむすびアンケート」の前コーナー「ピークを探せ!」ではテレビ番組改編期にあわせ3カ月に1回、各局の新ドラマを話題とする「○月期ドラマのピーク」を放送していた。3カ月に1回のこの企画についてはアンケートを実施するものではないため「たまむすびアンケート」とはせず、「帰ってきたピークを探せ!」のタイトルで継続した。新しく始まるドラマのタイトルを大吉が次々と読み上げ、即座に赤江が一言コメントする。
- 14:30 - ビッグホリデー presents たまむすび 旅のすすめ（木曜日 2016年11月3日 - 2017年3月23日）

旅のプロが素敵な旅行プランを案内する。2015年まではJTBが同様のコーナーを行っていた。たまむすび出演者の顔が入ったラッピングバスによるツアーも行った。
- 14:30 - 安河内哲也のおもてなし純ジャパENGLISH（月曜日 2016年10月3日 - 2017年3月27日）<講談社提供>

日本で生まれて育った（純ジャパ）赤江に安河内哲也が、来日した外国人をもてなす中学生レベルの英語のフレーズを教える。
- 14:30 - 野崎洋光 しあわせ和食（火曜日 2016年9月27日 - 2017年3月28日）

野崎洋光が、だしを使った料理をTBSラジオキャスターに指導、実際にキャスターが作った料理を赤江・山里に試食してもらう。毎月最終週に野崎がスタジオに登場して和食に関するトークを行った。
- 14:00 - たまむすびアンケート 大体2:8 知らんけど。（水曜日 2015年5月6日 - 2017年3月29日） ●

結果が2:8に分かれそうな二択のアンケートを行い、メールを紹介する。前コーナーの「ピークを探せ!」同様、テーマについて調査し大吉が解説する。2015年6月24日からは「街角アンケート 2:8:954」のコーナーが挿入された。TBSラジオキャスターがテーマについて街頭インタビューするものである。
- 14:30 - サンドウィッチマンのWe Love Rugby（木曜日 2017年11月2日 - 12月28日） ●[注 74]

2019年に日本で開催されるラグビーワールドカップに向け、サンドウィッチマンと外山がラグビーの魅力を語る。たまむすび内での放送終了後、2018年1月から2019年12月まで毎週火 - 金曜日の17:50 - 18:00の10分番組として独立した。番組独立後は外山は毎回は出演しなくなり、提供読みのみを担当するようになった。
- 14:45 - そんなとき、ワンコがいるよ（月曜日 2017年5月15日 - 2018年1月22日）

リスナーが愛犬と遊んでいる様子の音声を送ってもらう。写真を送ると番組ホームページに掲載される。
終了の告知はされなかったが、赤江の復帰後はコーナーの存在に言及されていない。
- 14:30 - 海のモノとも山のモノとも（火曜日 2018年2月20日 - 3月20日）

誰であるかわからないゲストが登場し、海保と山里が3回ずつ質問することで、どういう人物であるか当てる。コーナー名は海保と山里の名字にちなんでいる。
- 14:00 - 大吉リサーチ!お仕事ラボラボ（水曜日 2017年4月5日 - 2018年3月28日） ●

毎週1つの職業についてリサーチを行い、その職業のリスナーなどから情報を集める。
- 14:00 - その筋の話（金曜日 2013年4月5日 - 2018年3月30日） ●

さまざまなジャンルのプロをゲストに招き、逸話を語ってもらう。タイトルは玉袋筋太郎の名前とかけており、最初に「あら筋」と称するプロフィールを紹介した後、「その筋」と称するトークのテーマを10本程度提示する。2015年5月から、第1金曜日は吉田豪が出演し、過去に吉田がインタビューした人物の逸話を紹介する。
- 14:45 - たまむすび 玉ちゃんの競輪ロッキー（金曜日 2016年9月30日 - 2018年3月30日）

玉袋が、全国の競輪場の紹介をする。
- 14:55 - ダイヤル119番（2013年3月29日までは毎日、2013年4月5日からは金曜日のみ。 - 2018年3月30日） ☆

この時間帯のTBSラジオで1957年から放送された番組。東京消防庁からTBSラジオキャスターが、火災の報道や防災の啓発をする。
- 15:00 - アンディ・玉ちゃんの のるか?ソングか?（金曜日 2016年9月30日 - 2018年3月30日）

週替わりのテーマに基づいた楽曲のリクエストを募集し、得票数でトップ3を決める。トップ3の曲と、トップ3に入らなかった曲から1曲（「すいまソング」と称する）をかける。
- 14:30 - サントリー伊右衛門茶 presents たまむすび 心の茶屋（月曜日 2018年5月7日 - 5月28日）

リスナーから、心がざわついたエピソードを募集する。
- 14:30 - 楽しく学べるキャッシュレス（火曜日 2018年7月10日 - 9月25日）

日本キャッシュレス化協会提供のコーナー。杉山真也が講師の「キャッシュレス杉山」になり、キャッシュレスについてのサービスや世界のキャッシュレスの動きについて学ぶ。
杉山は多忙で不在の週が多く、その場合、杉山の録音した音声でコーナーを進めるか、堀井美香が「キャッシュの美香」として出演した。
- 14:45 - そんなとき、TBSチャンネルがあるよ!（月曜日 2015年11月2日 - 2016年6月27日、2016年7月より月1回第1月曜日 - 2018年12月3日）

2018年6月まではTBSの元アナウンサーでペイテレビ事業部所属の広重玲子、同年7月からは古谷有美がTBSチャンネルの宣伝をする。このコーナーはオープニングで赤江（2017年度は吉田）と竹山がコントをやり、最後に広重／古谷が「そんなとき、TBSチャンネルがあるよ」と言うのが恒例になっていた。
- 14:00 - ピエール瀧のハガキで悩み相談 → ウルトラの瀧のハガキで悩み相談（木曜日 2012年4月5日 - 2019年3月7日） ●☆

リスナーから悩みや質問などを募集し、赤江（2017年度は外山）・瀧が回答する。投稿はメールではなく、ハガキや封書など郵便で送ることが原則となっている。
採用された投稿者には、瀧の顔が入った「タキッテ」というフレーム切手が贈られる。最優秀作品にはクオカードも贈られる。
- 14:00 - The History〜私の何かの履歴書（水曜日 2018年4月4日 - 2019年4月24日）●

ある物について、リスナーがこれまでの人生でどのように接してきたかをメールで募集する。TBSラジオキャスターが街頭で取材するコーナーもある。
- 14:45 - ランニングソングリクエスト（水曜日 2019年4月17日 - ）

大吉がジムをサボりがちだということで、ジムのランニングマシンで走るときに流す音楽をリスナーから募集する。イージーリスニングとどちらが放送されるかは当日に発表される。数回で放送されなくなった。
- 14:45 - その時、バチェラーのハートが動いた（木曜日 2019年9月19日 - 10月17日）

山形純菜（TBSアナウンサー）が『バチェラー・ジャパン』の宣伝をするコーナー。過去および最新シーズンの放送内容から問題を出す。
- 14:30 - 東京都行政書士会 presents あなたの街の行政書士の話（月曜日 2018年3月5日 - 3月26日）→ あなたの街の行政書士の仕事（月曜日 2019年3月4日 - 3月25日、2020年3月2日 - 3月23日）

行政書士をゲストに招き、仕事内容や取り組みについて聞く。
- 14:00 - 毒蝮三太夫のミュージックプレゼント（金曜日 2018年4月6日 - 2020年3月27日）●

1969年から続く、毒蝮三太夫による中継コーナー。2018年3月29日まで『ジェーン・スー 生活は踊る』の中で月曜日から木曜日まで放送されていたが、4月6日より週に1回の放送となり当番組へ移動。2020年4月より月に1回の放送となり、『土曜ワイドラジオTOKYO ナイツのちゃきちゃき大放送』へ移動。
もともと箱番組だった経緯からか、金曜のこの時間のみスポンサーが付いていた。
- 14:30 - 共立リゾート presents ニッポン全国たびむすび（火曜日 2019年11月5日 - 2020年3月31日）

日本の1つの地域について名所、観光スポット、ご当地グルメなど旅に行きたくなる情報をピックアップする。主に片桐千晶と唐橋ユミ、その他にTBSラジオ出演者（宮崎瑠依、幸坂理加など）、TBSラジオキャスター、TBSアナウンサーなどが「旅ゲーター」としてプレゼンし、その場所の宿泊券のプレゼントがある。
- 14:25 - 新型コロナウイルスデイリーフロントライン（月-金曜日 2020年4月9日 - 5月29日）

14時台のTBSニュースに続けてアナウンサーが、新型コロナウイルス関連の情報を発信する。たまむすび以外の番組内でも放送。
- 14:00 - ラ・ラ・ランキング（木曜日 2019年3月28日 - 8月1日、8月29日、2020年8月6日）●

瀧の降板から土屋の就任までの暫定曜日コーナーと称していた。テーマについてリスナーから意見を募集し、順位を決定するとともに、そのテーマに関する既存のランキングを紹介する。土屋の就任後も、土屋が休む日はコーナーを復活させている。
- 14:30 - 春日井製菓 presents たまおが判定!深くてやさしい話（火曜日 2021年1月5日 - 26日）

春日井製菓の黒あめのキャンペーンと連動した企画。リスナーから深くてやさしいエピソードを募集し、赤江が直接電話して、その内容を黒あめ1個から3個で判定する。
放送期間中に同社が募集していた「深くてやさしいエピソード大賞」の特賞作品は、赤江をはじめとする4人の朗読ムービーが2021年9月に公開された。
- 14:00 - たまむすび レオ販店（木曜日 2019年8月8日 - 2021年3月25日）●

量販店の設定で、土屋が店長、赤江がアルバイトとなって、毎週1つの品物を取り上げて最新情報やエピソードを紹介する。
- 14:30 - ソフトバンク presents 教えて!親子であんしんスマホデビュー（2021年7月14日）●

夏休み前の限定企画。子どものスマホデビューを考えているリスナーに向けて、親子のスマホライフについてゲストの話を聞く。
ラジオクラウドでも配信されたが、通常は1週間のところ、本コーナーのみ夏休みの終わりごろまで公開された。
- 14:00 - VS珠緒 こども俳句コンクール・VS外山 こども俳句コンクール（火曜日 2019年7月23日 - 8月27日、2020年5月5日、8月4日 - 25日、2021年7月27日 - 8月31日、2022年8月9日-8月30日）

夏休み限定企画。2020年度までは14:45から放送された。赤江が小夏井先生と称し、中学生までの子どもたちと競う俳句バトルのコーナー。審査員長は赤江自身が務める（2020年夏以降は山里）。親が、子どもが作った俳句を直したりする際は、どれだけ大人が介入したかの割合を「%」で表して投稿する。大人が作った俳句が「介入度100%」として投稿されることもある。2019年度の最終日はゲストの井森美幸とともに14:00から放送した。
2020年度は夏休み期間に加え5月5日にも、療養中の赤江に代わり外山が担当するコーナーとしてラジオショッピングおよびニュースたまむすBの枠で放送した。
2021年度は「おばあちゃんのやさしいつぶやき」を「夏休み」として休止し14:00から放送。
2022年度は「たまむすBGs」を休止して14:00から放送。本来であれば8月2日からスタートする予定だったが、その日に赤江が体調不良で欠席したため8月9日からのスタートとなった。
コーナーができる前に赤江が、五七五を無視した俳句を作って「五五五」と叫んだことから、このコーナーでは『仮面ライダー555』のテーマ曲がかかる。
- 14:30 - ようこそ!スカパー!宝塚歌劇へ（火曜日 2021年8月3日 - 31日）<スカパー!提供>

夏休み限定企画。宝塚歌劇団の出身者がゲストに来て魅力を語る。
- 13:47 - ドライバーズ・リクエスト（月-金曜日 2012年4月2日 - 2021年9月24日） ●[注 81]☆<全日本トラック協会提供（2021年5月21日まで）>

この時間帯で2003年4月から放送された番組。JRN全国ネット（放送時間は局により異なる）。番組終了時の出演者は宮崎瑠依・皆川玲奈。
週ごとにテーマを設定（ドライバー向けの内容やご当地のグルメ・名産品・スポットなどを紹介する企画）。テーマに基づいた話題を紹介した後に、リスナーから寄せられたリクエスト曲をかける。
- 14:45 - たまむすび ライオン 暮らしの知恵袋（月1回水曜日 2014年4月16日 - 6月、2015年4月8日 - 9月16日、2016年4月20日 - 12月28日） → なるほど、なっとく ライオン 暮らしの知恵袋（月1回水曜日 2017年7月12日 -12月20日、2018年4月25日 - 2019年2月20日、2019年4月24日 - 12月18日、2020年4月22日 - 2021年12月15日）<ライオン提供>

家事についてのリスナーからの質問に、ライオンの宣伝部員が答える。このコーナーが放送される日は「イージーリスニングのコーナー」／「師匠からのリクエスト」が休止となる。2019年度までは毎年何カ月かの休止期間があったが、2020年度からは通年放送された。
- 14:45 - ファクシミリで届きました 70歳からのお手紙（水曜日 2021年12月1日 - 29日）

TBSラジオが70周年を迎えた2021年12月の限定企画。70歳以上の人限定で、ファックスでメッセージを送ってもらう。イラストのみであれば70歳未満でも投稿できた。
- 14:30 - コミックシーモア presents みんなが選ぶ!電子コミック大賞2020 → みんなが選ぶ!電子コミック大賞2021 → みんなが選ぶ!電子コミック大賞2022（月曜日 2019年9月30日 - 11月25日、2020年1月27日、11月2日 - 30日、火曜日 2021年10月5日 - 26日、2022年1月25日、2022年10月4日 - 10月25日）

伊織もえが、コミックシーモアが主催する『電子コミック大賞2020』のノミネート作品を紹介する。2020年度以降も『電子コミック大賞20XX』（※XXにはその年の年度になる）の紹介をするコーナーとして復活。2021年1月25日の結果発表は本コーナーではなく「ニュースたまむすB」で行った。
2020年度までは月曜日の放送だったが、2021年度からは火曜日に移動。
- 14:30 - インコの小屋（火曜日 2019年5月7日 - 10月1日、2021年10月19日、11月23日、2022年4月12日）

不定期に放送される。山里がインコのものまねをする「インコ師匠」となって、ゲストの話を聞く。
2021年10月19日からは、「おばあちゃんのやさしいつぶやき」の代わりの14:00からのコーナーとして復活
- 14:30 -  花王サクセスpresents「サクセス!小さな目標、大きな成長!」（火曜日 2022年7月5日 - 2022年9月27日）

1週間で成功できそうな"小さな目標"をリスナーから募集。電話で目標の宣言を行ったあとに赤江と山里からアドバイスを受け、1週間後に達成（=サクセス）できたか再度電話でチェックする。
- 13:27 - ジャパネットたかた ラジオショッピング（月 - 木曜 2012年4月2日 - 2021年3月25日、2022年2月14日 - 2022年9月29日 ）

番組開始から2019年9月までは月-金曜日、同年10月以降は月-木曜日に放送。2019年3月までは長崎県佐世保市にあるジャパネットたかたの本社社屋内ラジオブース、同年4月以降は東京のスタジオと中継する。不定期でショッピングキャスターがTBSラジオのスタジオを訪れて生出演することもある。祝日・ゴールデンウィーク・お盆・年末年始は放送されないことが多い。代わりに「たまネットあかえ」（金曜日は「たまネットはるか」、2016年からは「たまネットすじたろう」）のコーナーになり、赤江・玉袋（2015年まで小林）、とパートナーが自分の買ったおすすめ商品を紹介することがあった。
2021年3月に一度終了したのちに2022年2月14日から月-木曜日に復活したものの、同年9月29日の放送で「はぴねすくらぶラジオショッピング」と入れ替わる形で再び終了となった。
- 13:27 - 快適生活ラジオショッピング（金曜 2019年10月4日 - 、月 - 木曜 2021年3月29日 - 2022年1月31日）

ショッピングキャスターと電話中継する。『アフター6ジャンクション』と同様に2022年1月31日に終了。
- 13:47 - GIFT〜未来への贈り物〜（月 - 金曜 2021年9月27日 - 2022年9月23日）<シンクライヴグループなど提供>

馬場典子がパーソナリティの収録番組。JRN全国ネット（放送時間は局により異なる）。週替わりのプレゼンターが、人生に影響を与えた作品を紹介しながら、リスナーが進む未来へのヒントを届ける。
- 14:45 - 本日も「#換え活」日和なり。（木曜 2022年8月11日 - 12月29日）<三井ダイレクト損害保険提供>

リスナーから「身の回りのモノを新しくした」、「生活習慣を変えた」といった"換え活"エピソードを募集、共有していくコーナー。
- 14:40 - ヤヨイ化学 presents とにかく壁紙の話（金曜 2016年9月30日 - 2022年12月30日）

ゲストを呼び、安東弘樹が壁紙についての話を聞く。安東は2018年4月以降も当コーナーのみ続投。
2023年1月6日からは本番組の前枠である『金曜ボイスログ』内に移動する形となり、安東は裏番組『MOTIVE!!』に出演しているため、安田美沙子がMCを務める「ヤヨイ化学 presents 教えて!壁紙のこと。」としてリニューアル。
- 13:45 - 教えてスタ弁@法テラス相談室（水曜 2023年3月1日 - 22日）

上村彩子（TBSアナウンサー）と法テラスのスタッフ弁護士（スタ弁）による全4回の収録番組。身近な法律問題についてクイズ形式で紹介・解説していく。
- 15:25 - エンディング クロストーク

聴取率調査期間中は、次番組『荒川強啓 デイ・キャッチ!』アシスタントの片桐千晶が『たまむすび』スタジオに来てトークすることがあった。
2019年6月24日から2020年9月25日までは次番組『ACTION』とのクロストークがあった。『ACTION』の後継番組『荻上チキ・Session』とはクロストークは行わず、月曜~木曜はその日の特集企画の内容を赤江が紹介、金曜は外山が番組名のみ読み上げる。

## 番組キャッチコピー
1「アナタとラジオを、たまむすび。むすんで、つないで、ほどけない。」
番組開始時の番組宣伝全般および最初期である2012年度のみ使用された。
2「世の中をパ〜ッと明るく!」
番組開始時より全期間通しで使用されており、番組全体のコンセプトとしている。
3「午後は任せろ。」
2016年2月より小林降板まで使用、ポスターデザインを伊賀大介が担当。使用期間が1カ月にも満たなかった。

## 番組に関係する出来事

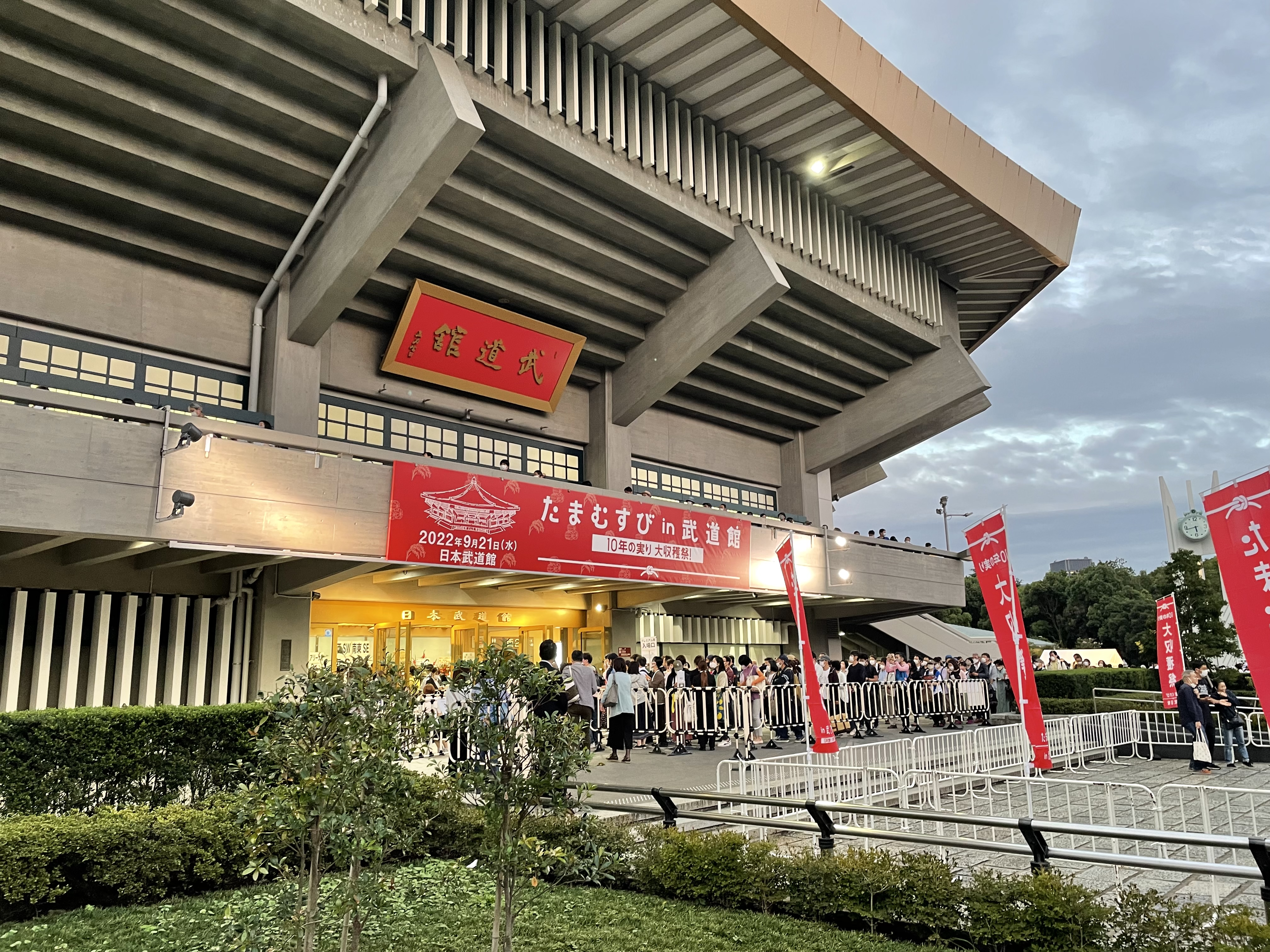
「たまむすび in 武道館 〜10年の実り大収穫祭!〜」（2022年）

- 当初は番組名が『あかおび』になる予定だった（テレビで『ひるおび!』をやっていたことと、赤帯が柔道などの最高位であることから）が、番組制作発表の記者会見直前に赤江が難色を示し、現在のタイトルになった[110]。
- 2012年3月31日にTBSテレビで生放送された『オールスター感謝祭'12春 芸能界No.1決定戦SP』に、番組代表として赤江と山里が出演した。同番組にTBSラジオの新番組宣伝の出演者が登場したのはこれが初めてである。番組内で、たまむすびの番宣CMも放送された。
- 番組開始当初に集英社『週刊プレイボーイ』編集部から赤江に対し、『キラ☆キラ』時代に小島慶子が行った水着グラビアと同様の撮影をしたいという依頼があり、番組内で何度か編集部と電話して交渉した結果、当番組の聴取率が1位になれば赤江と小林が撮影に応じることになった。2013年8月の聴取率調査で初めて単独1位となったが、企画が実現しなかったことについて赤江は2015年11月7日の公開生放送において、プロデューサーが池田から橋本に代わった際にプレイボーイ編集部との関係が切れたと説明した。これに対してプレイボーイは2015年11月30日号で反論を掲載した。それによるとプレイボーイ側は水着ではなく着衣での撮影を予定していたという。
- 2012年6月5日、TBSテレビ『TBS24時』との連動企画で、小林が、当番組の生放送中のスタジオに潜入してテレビとラジオの同時生放送が行われた[111]。
- 2012年8月17日の放送中に、玉袋が翌日レギュラー出演する『5時に夢中!サタデー』（TOKYO MX）の生放送中のどこかで、小林が本番組の翌週のスペシャルウィーク（聴取率調査週間）の宣伝をすることを予告。翌日の8月18日の『5時に夢中!サタデー』の番組終了間際に、雨ガッパに大仏の被り物のいでたちで、宣伝内容を書いたスケッチブックを持参した小林がスタジオのガラス窓の奥に現れて、宣伝を決行した[112]。ちなみにTOKYO MXの筆頭株主は、TBSラジオと同じ関東広域圏を放送エリアに持つTOKYO FM（エフエム東京）である。
- 2012年11月17日には、ジャパネットたかた提供の土曜日13時から15時までの2時間特別番組として『ジャパネットたかたPresents ラジオの力2012 Move Japan 日本を動かすラジオの力』が、TBSラジオをキーステーションに全国ネットで生放送（一部地域は録音放送）され、金曜日担当の小林・玉袋・桐畑のほかに、赤江を含むJRN系列各局の「名物パーソナリティ」と、ジャパネット社長（当時）・髙田明、ジャパネットのCMに出演しているTOKIO・国分太一が出演した[113]。その後も、当番組関係者の出演によるジャパネットたかたの特別番組が複数回放送されている（直近は2016年12月10日に華丸・大吉、サンドウィッチマン 、唐橋ユミの進行で放送[114]）。
- 2012年12月14日、iTunes年間の「ベスト / オーディオポッドキャスト」に選ばれた[115]。
- 2012年12月16日放送の『爆笑問題の日曜サンデー』内で放送された「TBSラジオ珍プレー好プレー大賞2012」の3位に選ばれた[116]。翌2013年12月15日の「TBSラジオ珍プレー好プレー大賞2013」では圧倒的な得票数で1位になった。なお、赤江の「珍プレー」が目立っていたことから、2013年には事前オファーのゲストとして赤江が出演しており、優勝の賞状が直接授与された。2014年12月14日の「TBSラジオ珍プレー好プレー大賞2014」でも、2位に3倍以上の票差をつけ1位になり、史上初の同一番組2連覇を達成、2015年12月20日にはついに「3連覇! 殿堂入り」と宣言された[117]。以降の年では投票とは別に、たまむすび単独の珍プレーを紹介するコーナーが設けられている。
- ピエール瀧は『小島慶子キラ☆キラ』の最終回前に、次番組の赤江と心が通じ合ったと思ったら放送中に「パカッ」と言うと宣言していた。2013年1月24日に、腹の具合の悪い瀧に赤江が、自分が身につけていたカイロをはがして渡したとき、瀧が「パカッ」と叫んだ[118]。
- 2013年2月14日の「ハガキで悩み相談」のコーナーで、「東京スカイツリーがピンクのライトアップをすることになったので名前を考えてほしい」というウソのハガキ[119]に対し、赤江が真に受けて「舞」という名前を考えたが、翌週本当に、東京スカイツリーが「舞」という名前でピンクのライトアップをすることが発表された。
- 2013年春改編をもって、前番組のキラ☆キラから引き続き月曜日パートナーを務めていたビビる大木がわずか1年で降板した。降板の事前アナウンスは番組からいっさいなく、最終日の3月25日のオープニングにて突然アナウンスされる唐突な異例の発表となった。唐突な発表もあり、これに関し複数の各種スポーツ紙・週刊誌において赤江と大木の確執説、新たに同改編より2代目月曜日パートナーに就任したカンニング竹山による打倒大木陰謀説という真偽不明の憶測報道が囁かれたが、番組上では一般的な改編による出演者入れ替えとしている。大木は番組降板後も数回出演している。
- 2013年11月21日、本番前のスタジオにいる赤江のもとにフジテレビ『笑っていいとも!』の「テレフォンショッキング」の電話がかかり、翌22日（この日は金曜日）の同コーナーに赤江がゲスト出演した。
- 2014年2月13日は、瀧が第68回毎日映画コンクール（男優助演賞を獲得）の授賞式に出席するため、会場であるミューザ川崎シンフォニーホールの会議室から放送し、瀧が不在の14時台は小林が代理パートナーを務めた。また15時台「おもしろい大人」には、女優主演賞を獲得した赤木春恵が出演した。
- 赤江が2015年に番組の企画で描いた絵『月夜に踊るアフリカの木』は、TBSラジオの会長室に飾られている。2021年にはTBSラジオ70周年企画で、NFTアートとして販売された。
- 2015年10月から赤江がサックスを購入し「やってみたい」として始まったバンド『ザ・ポンコッツ』メンバーによるファーストライブが2016年5月1日に行われた[120][121]。
- 2016年2月4日、番組1000回記念として、赤坂サカスに何らかの「玉」を持ってきた先着1000人が、玉と番組の新ポスターを交換できる企画が行われた（実際の来場者は1000人を下回った）。しかしこの直後に小林悠が番組を降板したため、ポスターは実際には使えない「幻」のものとなった。
- 2016年12月の聴取率調査週間に、リスナーに年末ジャンボ宝くじをプレゼントする企画が行われたが、その中で赤江が明石で買ってきた分が、1等の組違いで50万円当たっていた。
- 2017年1月9日「竹ガム」コーナーに寄せられたリスナーの提案から“タイムカプセルラジオ”の企画を開始。20年後のTBSラジオリスナーに向けた音声メッセージを募集したところ一人60秒以内のメッセージがリスナー129人から寄せられ、2月20日の「竹ガム」枠で封印式を行った。20年間の保管はスタッフの阿部・近藤・佐藤が行う予定。
- 2017年4月17日の「竹ガム」企画中、TBSテレビ特番企画「赤坂5丁目ミニマラソン」の「心臓破りの坂」を竹山が実際にトライするコーナーで、産休に入ったばかりの赤江がロードコーンの「着ぐるみ」で登場。リスナーを沸かせた[122][123]。赤江はその後も、聴取率調査週間には必ずどこかに電話出演していた[124][125]。
- 2017年10月11日放送の「お仕事ラボラボ」において、太田出版『ケトル』の編集者が、同月発売の『ケトル』においてTBSラジオの特集が組まれたことを告知した[126][127]。
- 赤江は番組内で娘のことを「ピン太郎」と呼んでいる。これは2017年に上野動物園のパンダが生まれた際に名前を募集するというテレビ報道での街頭インタビューで子どもが「ピンクピン太郎」と言ったことにちなんで瀧が名付けたものである。
- 2018年3月30日、この日限りで番組を卒業する安東を労うため、赤江がサプライズ出演した[128][129]。
- 2018年7月6日は、オウム真理教の教祖・麻原彰晃らの死刑執行に関する報道特別番組放送のため、13:10からの短縮放送となった。
- 2019年3月14日以降は自身の不祥事で出演できなくなった瀧の代演として、外山と木曜以外のパートナーが週替わりで出演。1カ月で一周した後、4月25日から8月1日までは週替わりでゲストを招いてゲストパートナー制としていた[注 87]。その後、8月8日放送分にて赤江が瀧からのメッセージを代読した[130][131]。
- 2019年3月21日は特別番組『ラジ（コ）フェス』放送のため休止となったが、13時台に同番組のゲストとして赤江と大吉が出演[132]した。『ジャパネットたかたラジオショッピング』『ニュースたまむすB』も通常通り行われ、同番組の出演者であった爆笑問題と宇垣美里（当時TBSアナウンサー）も参加する形をとった。宇垣は赤江に代わって『ニュースたまむすB』のキャスターを担当し、赤江はコメンテーターに回った。スポンサーの関係上、本番組の『ドライバーズ・リクエスト』を含む箱番組は通常の時間通りに放送した。
  - 2020年3月20日は『ラジコフェス2020〜私のミュージックプレゼント』のため休止となったが、13時台にゲストとして玉袋と外山が出演[133]。『快適生活ラジオショッピング』には同番組の出演者であった爆笑問題（『快適生活-』は田中裕二のみ）とTBSアナウンサー・皆川玲奈も参加。『ドライバーズ・リクエスト』と『とにかく壁紙の話』もスポンサー・前者ネット局の兼ね合いで通常通り放送した。また、14時台には『毒蝮三太夫のミュージックプレゼント』の中継を玉袋が経営する「スナック玉ちゃん 赤坂本店」から行い、玉袋・外山とアマレス兄弟が出演した。
- 外山は2019年5月24日から、金曜日の放送を椅子ではなくバランスボールに座って行っている（金曜日以外の代打では使用しない）[注 88]。
- 2019年12月9日、「たまむすび放送2000回ウィーク」企画で、スタジオ内で赤江が柔道着を着用[134]した姿を月曜パートナーの竹山がSNSに投稿。以前から赤江と似ていると言われている柔道家・阿部詩に似ている・カッコいい!! などのコメントが寄せられた[135]。
- 2019年12月10日、放送2000回記念として番組オリジナルすごろく2000部を用意し、赤坂サカスで無料配布することになった[136]が、当初の予想をはるかに超える3500人以上（番組側の発表）が来場した[137][12][84][138]。
- 2020年2月11日は特別番組『ホリデースペシャル RADIO EXPO〜赤坂パビリオン〜』放送のため休止となった。『ドライバーズ・リクエスト』と『ニッポン全国たびむすび』は同特番に内包の上、通常の時間通りに放送した（たびむすびは赤江、山里、片桐による事前録音での放送）。なお、当日赤江と山里は外山・土屋・玉袋とともにパシフィコ横浜から中継で登場した。
- 2020年3月13日は、宮崎放送のスタジオからの出張放送を行った。玉袋が宮崎の歓楽街であるニシタチの大使をしていることから、宮崎県の広報の一環として要請があったため。ドライバーズ・リクエスト中には外山と玉袋が、同時刻に宮崎放送ラジオで放送されている『GO!GO!ワイド』に出演。GO!GO!ワイドの出演者も、録音番組の時間帯だった14時台終盤にたまむすびに出演した。2023年1月27日には3年ぶりに宮崎放送のスタジオからの出張放送を行った。
- 2020年4月2日の放送は、赤江が気管支炎の症状を訴えたことから、新型コロナウイルスの可能性を考慮して、赤江は自宅からのテレワークとなり、電話で番組に参加した。コーナーの読み上げなどは土屋が行った。なお、赤江は新型コロナウイルス感染がその後判明し、同年6月4日まで治療のため欠席し、主に外山[注 89]が代理パーソナリティを務めた。赤江がコロナ感染判明の2020年4月18日に番組ホームページに掲載した感染時の生活についての手記は、当日の『NHKニュース7』のトップニュースで報じられた他、『くらし☆解説』でも取り上げられた。
- 2020年6月8日より赤江がスタジオ出演復帰を果たした。赤江はリスナーはじめ代理パーソナリティを務めた外山・出水・堀井・長峰および、6月5日の放送でわざわざ赤江復帰に言及した裏番組『大竹まこと ゴールデンラジオ!』パーソナリティである大竹まことらに報告とお礼を述べた[139]。
- 2020年6月16日の放送では、赤江が療養中に各曜日パートナーら（竹山・山里・大吉・土屋と「金曜たまむすび」の外山・玉袋）から届いたメッセージを紹介した。また、ピエール瀧からも映像メッセージが来たと紹介された[140]。なお、瀧からは赤江が体調の大事をとって電話出演をしていた際に「長期離脱中の方から（LINEが）来てたわ」と語り「『そこまでしてギャラに執着しますか、やっぱ金だな、おまえは』ってきてる、ひどっ」とのエピソードがあったことも語っていた[141]。
- 2021年7月27日は、東京オリンピックのソフトボール3位決定戦の中継のために休止になる（『キラ☆キラ』以降、この時間帯の番組が元日のニューイヤー駅伝以外のスポーツ中継で休止になるのは初）予定だったが、日本の2位以上が確定したため通常通り放送された。
- 2021年12月24日は特別番組『TBSラジオ開局70周年「大感謝祭」』放送のため休止となった。ただし赤江と外山は同番組の8:30-12:00の第1部のパーソナリティを務めた。『快適生活ラジオショッピング』は第1部、第2部（12:00-15:30）内でそれぞれ放送され、赤江・外山は通常と違う時間帯の担当となった[注 90]。『GIFT』は第2部内で通常の時間通りに放送したが、『とにかく壁紙の話』は休止になった。第3部（15:30-17:50）では、内山研二が1日限りのニュースデスクとして復帰した。
- 2022年9月5日、番組オリジナルソング『ドラマチック・プログラム』（作詞：赤江珠緒 作曲：中西圭三）を初オンエア。作曲を担当した中西圭三がゲスト出演し、エピソードなどを語った。生放送の中で9月21日に開催される番組の武道館イベントで生披露してほしいとカンニング竹山からお願いされ快諾。武道館では中西作曲のヒット曲「Choo Choo Train」や「Timing」「ぼよよん行進曲」など複数の楽曲を歌うと約束した。
- 2022年9月21日、日本武道館で番組開始10周年イベント「たまむすび in 武道館 〜10年の実り大収穫祭!〜」が開催され、全レギュラー陣に加え、ゲストとしてRAG FAIR、Chocolat & Akito、中西圭三、ミルクボーイが出演[142]。同日にははとバスとのタイアップにより本イベントと連動したバスツアーも行われた。また、この日の会場周辺では翌週27日に控えた故安倍晋三国葬儀に向けた露木康浩（警察庁長官）による視察が行われており、この様子を伝えた報道各社のニュース映像に、イベント準備のために掲示していた看板やのぼりが映り込み、ネット上[143]やTBSラジオの他番組でもこの話題が取り上げられた。2023年3月29日には本イベントの様子を収めたDVDがリリースされた。

### 番組の終焉
2023年1月12日のオープニングトークで赤江から、番組の3月いっぱいでの終了が公表された。当初の予定では2月ごろに番組終了を発表する予定だったものの、同日付の日刊スポーツで、同年3月いっぱいでの番組終了が報じられたことを受けて、急遽前倒しになってこの日の公表となった。赤江が子供と過ごす時間を確保するために帯番組である「たまむすび」を終了したいと申し出たことによるもので、これにより番組は11年の歴史に幕を下ろすこととなった。2023年度からは、月 - 木曜に石山蓮華がパーソナリティを務める『こねくと』の放送がスタート。金曜は外山と玉袋が続投し、番組名を『金曜たまむすび』から『金曜ワイドラジオTOKYO えんがわ』に変更することで本番組の放送枠を継承することが、同年2月2日に発表された。
同年3月29日、大吉から「赤江がいつでも戻ってこられる場所を作るため」「たまむすびの火を消さずにやっていく」として、ポッドキャスト番組『大吉ポッドキャスト いったん、ここにいます!』が4月からスタートすることが発表された。赤江は同ポッドキャストに2025年1月に出演した。
同年3月30日、『赤江珠緒たまむすび』として最後の放送を迎えた。この日TBS本社前の赤坂サカスには多くのリスナーが集まり、持参した垂れ幕で赤江を労う姿も見られた。放送後には赤江と『こねくと』でパーソナリティを務める石山がその場に駆けつけ、集まったリスナーに向けてそれぞれあいさつをし、引き継ぎを行った。翌31日の『金曜たまむすび』は翌週からの『えんがわ』に向けた新たな船出という意味を込め、日の出桟橋にあるシンフォニッククルーズからの全編生中継を行った。
番組終了の報道及び発表について、同時間帯に放送している裏番組のパーソナリティやTBS以外のラジオ局経営者からも異例のコメントが出された。
- 過去に本番組とコラボレーション（後述）を行い、文化放送『大竹まこと ゴールデンラジオ!』の放送4000回達成時には同番組宛に贈り物が届けられるなど、赤江と親交のある大竹まことは同番組内で「俺はたまちゃん（赤江）の、局を超えて、やさぐれた感じのやり取りがとっても大人っぽくて気持ちよかったなと思っていて」と打ち明け、「10年やれば、大したことだからね」と、赤江の労を労い「とっても残念な気持ちでいっぱいです」などと話した[150][151]。また、2023年3月20日放送分では大竹がたまむすびのスタジオに直接生出演し、「あなたはラジオの宝です。いつかまたラジオをやりましょう」と赤江をねぎらった[152]。
- 山崎怜奈はTOKYO FM『山崎怜奈の誰かに話したかったこと。』内で「そのニュースが入ってきて、ものすごくビックリしたんですよね。私も『たまむすび』リスナーだったんですよ。この番組をやる前までは」と明かしたうえで、「お昼のラジオの楽しさを、リスナーに伝えてくださったこと、本当にありがとうございましたという気持ちでいっぱいです」「『たまむすび』好きでよかった、お昼のラジオが好きでよかったなって本当に思いました。ありがとうございます」等と赤江への感謝と労いのコメントを発した[153]。
- 文化放送社長の齋藤清人は1月17日の定例会見において、本番組のリスナーだったことを明かし、「お疲れさま。楽しませていただきました」と赤江をねぎらいつつ、「局の垣根を越えて、ラジオのリスナーが増えるということ、ラジオが身近にある環境を作るということ。ラジオ局は競争であると同時に、裏番組とも刺激し合って、企画を出し合っていくということから（たまむすびの後継の）新しい番組にも期待をしたいと思います」とのコメントを出した[154]。

## 番組ノベルティ
番組でメールやFAXが採用された人には、曜日ごとに色が異なるステッカーが提供され、全曜日集めると、別のノベルティがもらえる。歴代の品物はTシャツ→カセットテープ→ポーチ→お守り。番組途中でステッカーのデザインが変更されているものの、5曜日分集めていればどの時期のステッカーでも可能。ステッカーは返却時、裏面にリスナーのハンコ職人が作った赤江の後ろ姿のスタンプが押印される。
- 2012年度〜2013年度 - 千社札のデザイン。月曜日が赤、火曜日が青、水曜日が緑、木曜日が黄、金曜日がピンクで、それぞれその曜日の出演者2人の名前が書かれている。
- 2014年度〜2018年度 - 初代ステッカーと同一デザインのものの、サイズがコスト削減の影響により半分に縮小。
- 2019年度〜2022年度 - お守りのデザインに一新される。ただし2019年度初めの固定パートナー不在期間の木曜日は番組名だけの入った四角いステッカーに木曜日の印をつけて送られた。土屋礼央就任とともに、木曜日の紫のステッカーが作られた。

## 公開放送
- 2012年7月23日から7月27日の1週間は、赤坂サカスで開催された「夏サカス2012〜笑顔の扉〜」の特設スタジオ「サカススタジオ」で全編公開生放送（一部内包番組やコーナーを除く）を行った。27日の公開生放送では、小林がこの日のために浅草まで出向き購入した「おかめとひょっとこがデザインされた鯉口シャツ」の衣装に着替えて日本手ぬぐいを頭部に着用して登場し、玉袋と同じ格好で出演した。公開生放送の最中に赤江がアイスクリームの差し入れを持って飛び入りでゲスト参加した。
- 2012年11月8日の「たいしたたま」のコーナーでは、赤坂サカスで期間中に行われていた「ボルドーワイン収穫祭」の会場で、ロンドンオリンピックの競泳銀メダリスト・寺川綾を迎えて公開生放送を行った。
- 毎年12月31日は、赤坂サカスで期間限定で出店される「どん兵衛屋赤坂サカス店」の店舗内ステージから放送する。2012年は13時台後半に赤江・小林[注 91]、ゲストのハマカーンの4人で放送を行った。2013年は赤江・山里・チーモンチョーチュウ・流れ星が出演した。2014年は15時台に林みなほ[注 3]・大吉・トレンディエンジェルが出演した。
- 2013年3月22日は、赤坂サカスで期間中に行われていた「BRAND NEW KYOTO」との連動企画で、赤坂サカスの特設イベントステージから14時台の後半まで公開生放送（一部内包番組やコーナーを除く）を行い、パーソナリティの小林は舞妓の衣装、パートナーの玉袋は僧侶の衣装で登場。2日前の2013年3月20日に発売されたばかりの玉袋のデビュー曲「酔街エレジー」を特設イベントステージの観客の前で玉袋自ら披露した[注 92]。
- 2013年7月15日から7月19日の1週間は、「夏サカス2013 笑顔の扉・デリシャカス〜番組グルメでおもてなし〜」開催中の赤坂サカスの特設スタジオ「デリシャカススタジオ」で、「たましゃかす・夏」と題して全編公開生放送（一部内包番組やコーナーを除く）を行った。この時に赤江が着た寿司のデザインのTシャツは、赤江のファッションセンスがおかしい象徴として、たびたびテレビなどで写真が使われている。16日の公開生放送では、14時台に小林が参加し「おばあちゃんのつぶやき」（赤江・山里と一緒に聴いていた）の後、ピアノ伴奏・赤江、歌唱・小林による「荒城の月」を披露した[注 93]。18日の公開生放送では、15時台にTBSテレビで同日の21時から放送開始の木曜ドラマ9『ぴんとこな』の番組宣伝で玉森裕太と中山優馬がゲスト出演した（このコーナーのみ特設ステージ「デリシャカスステージ」で放送を行った）。
- 2014年2月5日のオープニングは、TBSラジオの広告営業の説明会が行われていた赤坂BLITZのステージで、広告代理店関係者約500人を前にした公開放送を行った。その後の会場では小林が進行し、ステージからの中継もあった。
- 2014年8月14日は、「夏サカス2014・デリシャカス〜番組グルメでおもてなし〜」開催中の特設ステージ「デリシャカスステージ」で14時より公開生放送（特設スタジオ使用停止につき、前年まで行われていた1週間の公開生放送は実施せず）。15時台は、はなわが出演した。
- 2014年11月3日は、赤坂サカスでの「TBSラジオ大感謝祭 ラジフェス2014」開催中の特設ステージで13時より45分間、「たまむすび 秋のパブリックビューイング」と題して公開生放送。次の枠で『JUNK』のイベントが実施されるため、火曜パートナーで『水曜JUNK・山里亮太の不毛な議論』パーソナリティの山里も参加した。
- 2015年7月20日は、TBSハウジング渋谷会場で開催された環境省主導の環境キャンペーン「COOL CHOICE CITY」の企画として、ゲストに山崎弘也を迎えて全編公開生放送を行った。
- 2015年11月7日に、赤坂サカスでの「JRN50周年記念 TBSラジオ大感謝祭〜ラジフェス2015〜」の特設ステージで11時から2時間、「たまむすび 秋のパブリックビューイングスペシャル」と題して公開生放送。番組史上初めて赤江・小林と全パートナーが一堂に会した。番組史上唯一の土曜日の放送。
- 2015年12月7日13:00に、TBSラジオ・文化放送・ニッポン放送などAM局が参加するFM補完中継局（ワイドFM）の本放送が開始され、本番組枠が本放送最初の番組となった。本放送開始記念として、裏番組と合同で『FMでもキキマス!ゴールデンたまむすび』を関東の送信所である東京スカイツリーの天望デッキより、「火入れ式」が行われた12:55から15:30（12:55-13:00はAMのみで放送）まで公開生放送[150]を行った。本番組から赤江・竹山、文化放送『大竹まこと ゴールデンラジオ!』から大竹まこと・辺見えみりと文化放送アナウンサー・太田英明（総合進行担当）、ニッポン放送『大谷ノブ彦 キキマス!』から大谷ノブ彦とニッポン放送アナウンサー・東島衣里が出演した。本番組担当部分では各番組のNG場面を集めた「おばあちゃんのつぶやき」の特別編を実施した。『ドライバーズ・リクエスト』は通常の時間帯に放送できないため、『荒川強啓デイ・キャッチ!』の中で放送した。
- 2016年11月5日に、赤坂サカスでの「ラジフェス2016〜食べて笑って赤坂で!〜」の特設ステージで公開イベントが行われた。安東を進行役に赤江と玉袋が酒を飲みながら、2016年のたまむすび10大ニュースについて話した。
- 2017年11月3日に、赤坂サカスでの「ラジフェス2017〜見タイ!食べタイ!もらいタイ!」の特設ステージで15時台の公開生放送を行った。安東、玉袋が『生活は躍る』金曜日のジェーン・スー、堀井美香とカラオケ対決をした。
- 2018年11月3日に、赤坂サカスでの「ラジフェス2018〜いくつハシゴできるかな?」の特設ステージで公開イベントが行われ、博多大吉以外の全レギュラー出演者が集結した。イベントの模様はTBSラジオクラウドで配信された。
- 2020年2月11日に、パシフィコ横浜で開催された「TBSラジオ万博2020（ラジオエキスポ）」で公開イベントがあり、前述の通り会場から一部生中継された。山里の司会で木曜チーム（赤江・土屋）と金曜チーム（外山・玉袋）による、たまむすびの歴史のクイズ対決が行われた。
- 2020年7月23日・24日は「たまむすびオンライン公開放送! 〜ここにいるよ!」と題し、あらかじめ抽選に当選した約100名（それぞれ1日ずつ）のリスナーとスタジオを結んでのオンライン放送となった[156][157]。
- 2021年11月29日は、「高尾山展望レストラン」からの全編生放送だった。1カ月前に竹山が「高尾山に登って頂上から生放送したい」と言い急遽実現した（新型コロナウイルス対策のためリスナーへの事前の予告はなし）。当日、竹山は体調不良で番組を欠席し、赤江のみで生放送を行った。
- 2022年11月21日は、「高尾山展望レストラン」から約1年ぶりの生放送を行った（前回、竹山は体調不良で不参加だった）。今回も新型コロナウイルス対策のため、リスナーへの事前の予告はなかった。